# Grandview Mine

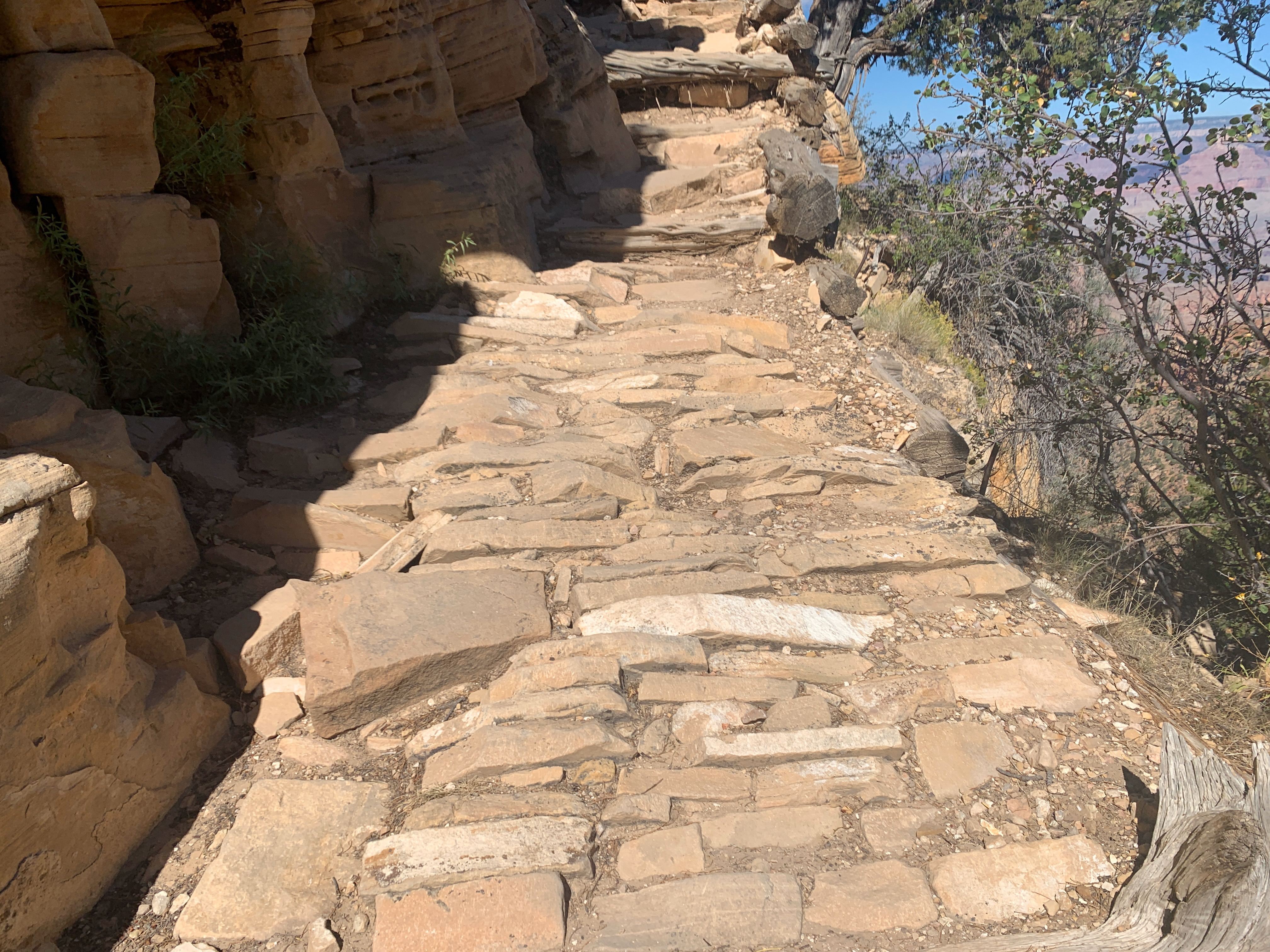
Den stensatta Grandview Trail mellan South Rim och den tidigare Grandview Mine

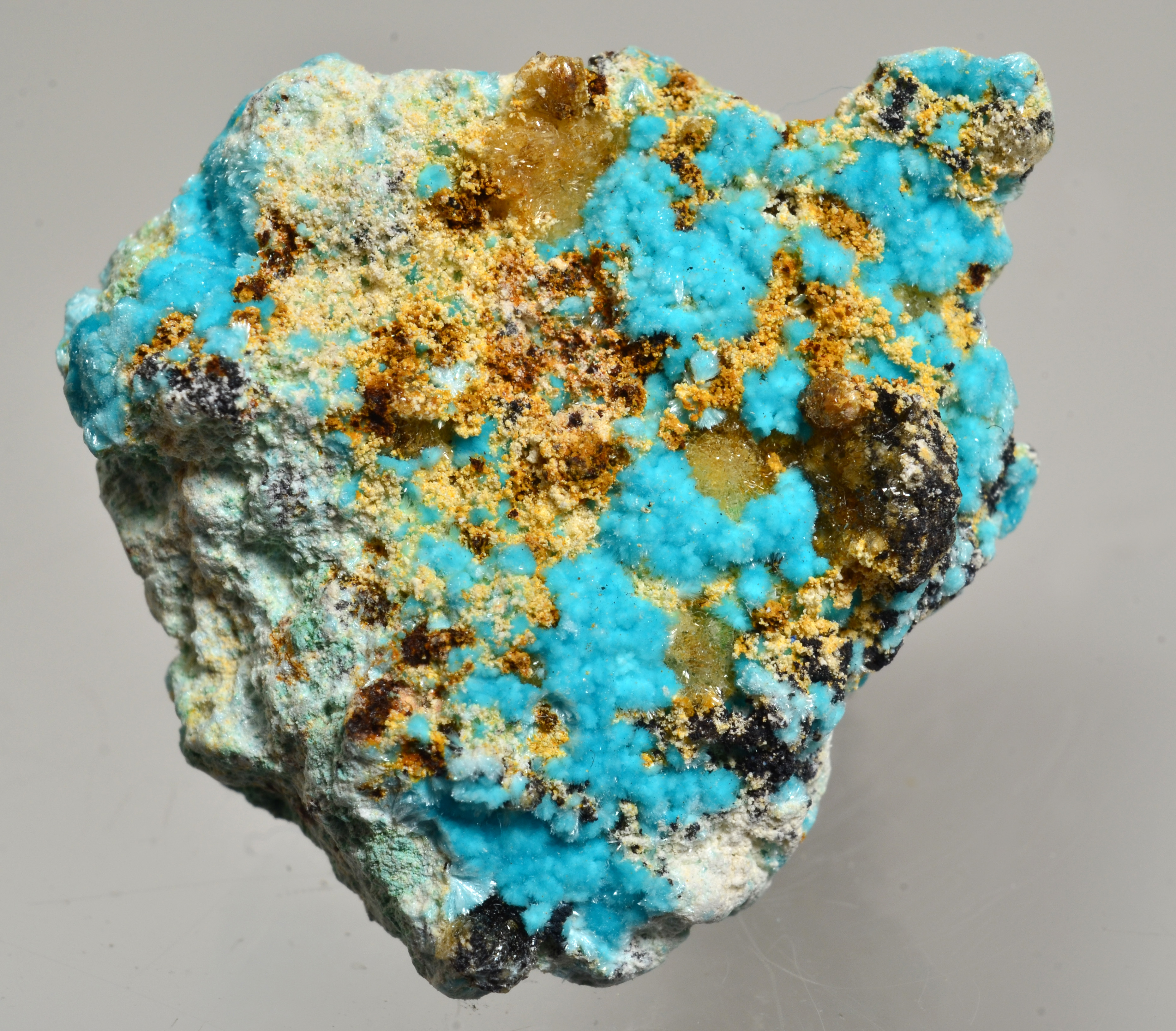
Grandviewit från the Grandviewgruvan

Grandview Mine är en tidigare koppargruva på Horseshoe Mesa vid South Rim i det område som senare blev Grand Canyon National Park i Arizona i USA. Den drevs under namnet Last Chance Mine av Peter D. Berry (1858–1932) mellan 1892 och 1901. Han anlade den 6,5 kilometer långa leden Grandview Trail från kanten på kanjon ner till gruvan och började 1893 lasta ut malm med mulåsnor. Malmen var rik på koppar, men gruvan blev inte lönsam. Peter Berry och hans partners sålde därför gruvan 1901 till Canyon Copper Company, som drev gruvan till 1907.
Den nedlagda gruvan köptes 1913, tillsammans av det av Peter Berry och hans partners anlagda Grandview Hotel, av William Randolph Hearst. Hotellet drevs till 1916. Hearst sålde området till National Park Service 1940.
Gruvorterna stängdes av med grindar 2009 för att skydda fladdermushålor, underlätta pågående fladdermusforskning samt bevara gruvan som byggnadsminne.
Byggnadsminnet Grandview Mine består av en ruin av ett stenhus och ett bostadsbarack och rester av brytningsställen och gruvutrustning.